# Bolboschoenus fluviatilis
Scirpus fluviatilis là một loài thực vật có hoa trong họ Cói. Loài này được (Torr.) Soják mô tả khoa học đầu tiên năm 1972.

## Hình ảnh

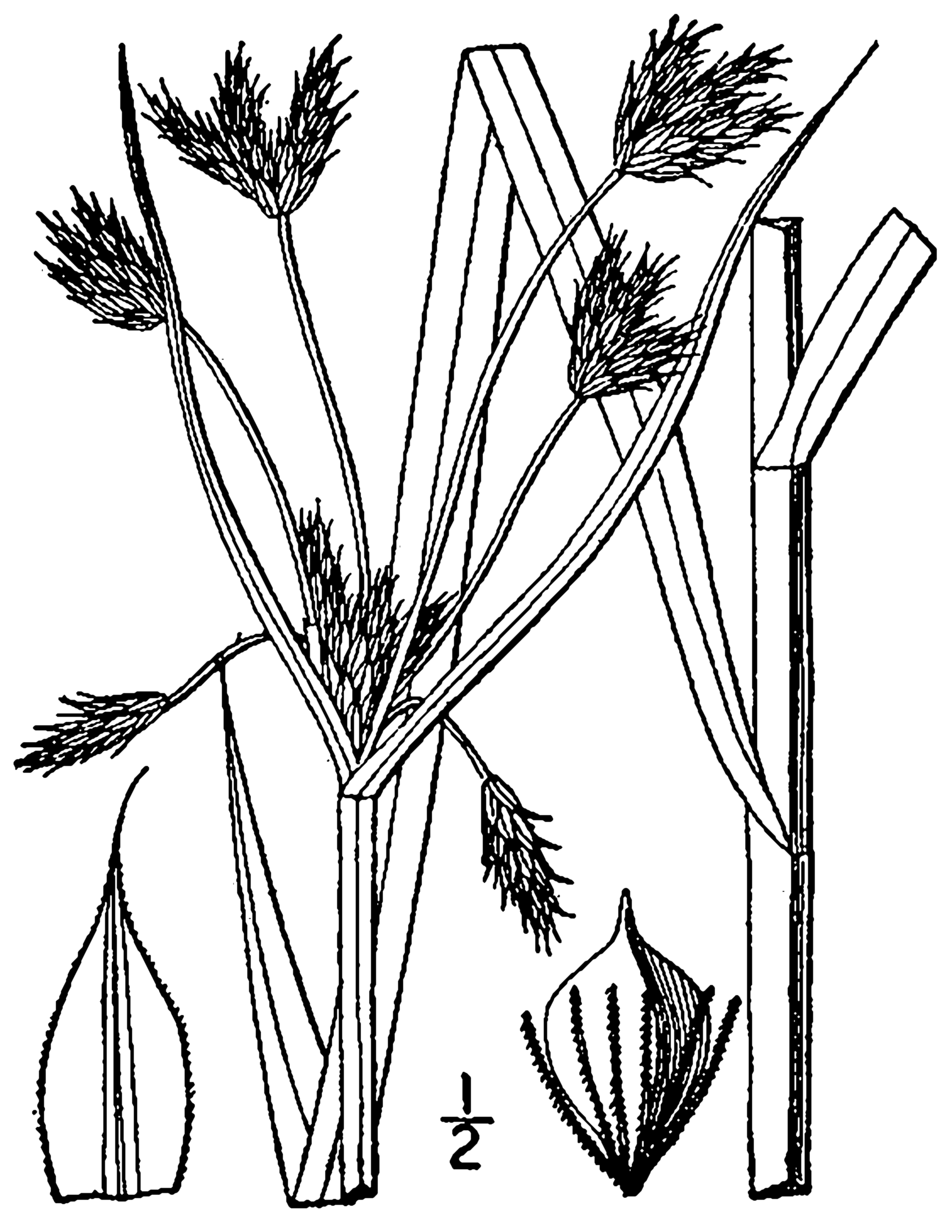
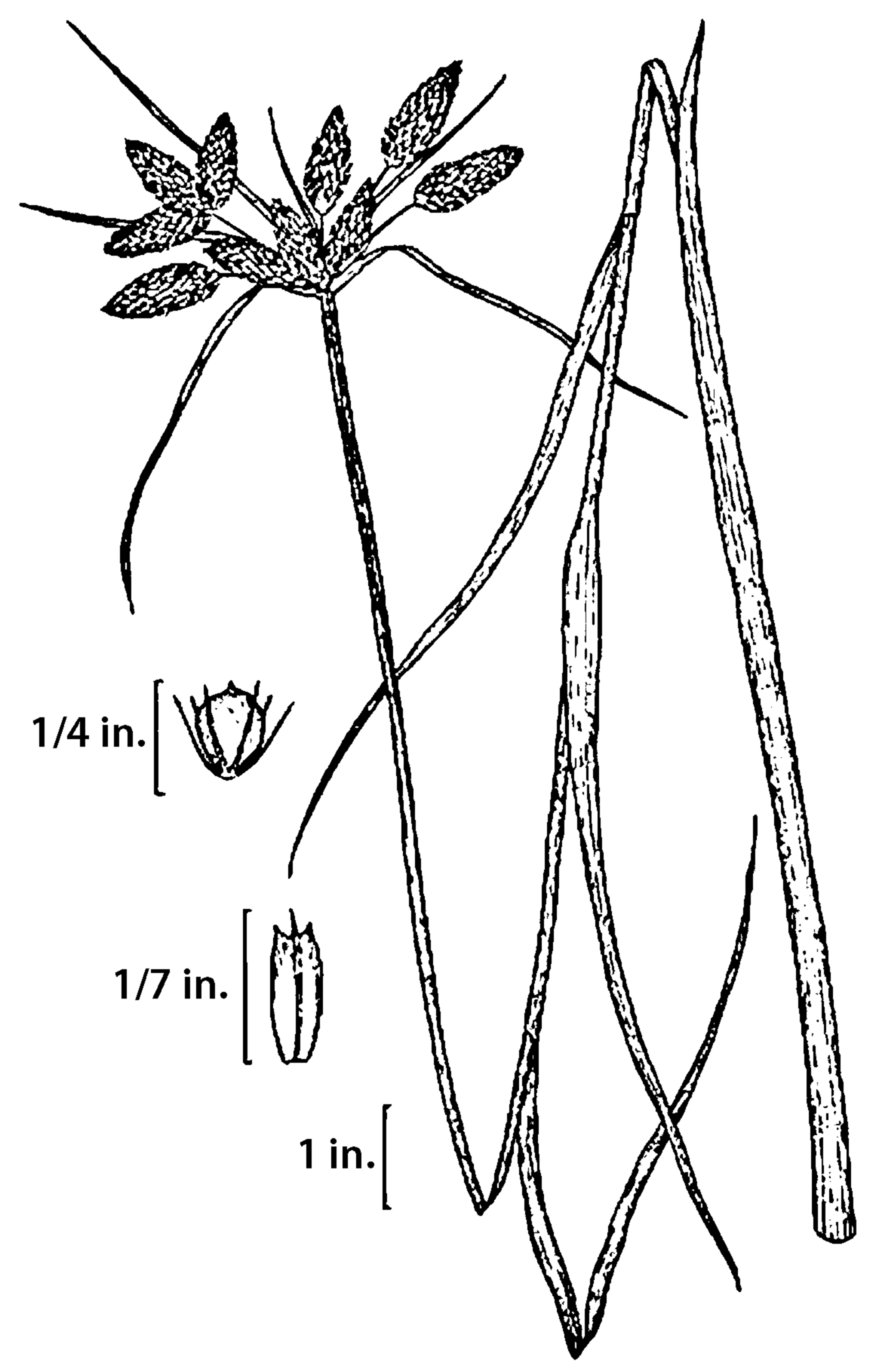